# Genealogia (album)
Genealogia è il terzo album del gruppo musicale italiano Perigeo, pubblicato nel 1974.

## Tracce
Lato A
1. Genealogia – 8:24 (Giovanni Tommaso)
2. Polaris – 5:02 (Bruno Biriaco)
3. Torre del lago – 3:09 (Franco D'Andrea)
4. Via Beato Angelico – 4:57 (Giovanni Tommaso)

Lato B
1. (In) Vino Veritas – 6:45 (Giovanni Tommaso)
2. Monti pallidi – 4:31 (Franco D'Andrea)
3. Grandi spazi – 3:39 (Claudio Fasoli)
4. Old Vienna – 3:24 (Franco D'Andrea)
5. Sidney's Call – 4:58 (Giovanni Tommaso, Anthony Sidney)

## Formazione
- Giovanni Tommaso - voce, basso, contrabbasso, sintetizzatore moog (brani: Genealogia, Via Beato Angelico e Old Vienna), percussioni (brano: Polaris)
- Claudio Fasoli - sassofono alto, sassofono soprano, percussioni (brano: Grandi spazi)
- Franco D'Andrea - pianoforte, pianoforte elettrico
- Tony Sidney - chitarra acustica, chitarra elettrica, bongos (brano: Sidney's Call)
- Bruno Biriaco - batteria, percussioni

Altri musicisti
- Mandrake - percussioni (brani: Polaris e Via Beato Angelico)